# روبرت ستايسي ماكين
روبرت ستايسي ماكين (بالإنجليزية: Robert Stacy McCain) هو صحفي أمريكي، ولد في 1959 في أتلانتا في الولايات المتحدة.

## وصلات خارجية
- روبرت ستايسي ماكين على موقع إن إن دي بي (الإنجليزية)